# Obdukcija
Obdukcija (lat. obducere - otvarati) ili autopsija, medicinski pregled leša s ciljem otkrivanja uzroka smrti.
Osnovna je svrha patoanatomske obdukcije usporediti kliničke podatke i simptome s patomorfološkim nalazima te utvrditi osnovne bolesti i uzroke smrti, odnosno njihovu patogenezu. U suvremenoj medicini obdukcija ima još zadatak da vrednuje i procijeni dijagnostičko-terapijske postupke u liječenju pojedinih bolesti.

### Svrha i povijest obdukcije
Obdukcija se provodi pomoću kirurških metoda, a današnje obdukcijske tehnike imaju svoje osnove iz sredine i s kraja 19. stoljeća. Najveće zasluge za razvoj i primjenu obdukcije u suvremenoj medicini imaju austrijski liječnik Carl von Rokitansky i njemački liječnik Rudolf Virchow. Carl von Rokitansky u svojem radnom vijeku obavio je više od 30.000 obdukcija te se smatra jednim od najvećih makroskopskih dijagnostičara svih vremena. S druge strane Rudolf Virchow je uz makroskopski pregled organa u obdukcijsku tehniku uveo i mikroskopsku analizu tkiva i stanica te time utemeljio celularnu patologiju, koja je postala osnova suvremene medicine. Prvi organizirani odjel za obdukcije u Hrvatskoj osnovan je u Zagrebu 1913. godine u Kliničkoj bolnici "Sestre milosrdnice".

### Kada se provodi obdukcija
Obdukcija se u pravilu izvodi na zahtjev liječnika koji je liječio pacijenta, liječnika mrtvozornika ili na zahtjev obitelji pokojnika.
Prema zakonu o zdravstvenoj zaštiti Republike Hrvatske obdukcija se provodi:
- kada postoji sumnja ili je očito da je smrt prouzročena kaznenim djelom ili je u vezi s izvršenjem kaznenog djela,
- kada je to potrebno radi zaštite zdravlja ljudi, odnosno kada to zahtijevaju epidemiološki, sanitarni i drugi stručni medicinski razlozi,
- kada zahtjev za obdukciju postavi obitelj umrle osobe,
- kada je osoba umrla u zdravstvenoj ustanovi.

Kada je osoba umrla u zdravstvenoj ustanovi ravnatelj na zahtjev uže obitelji umrle osobe u sporazumu s rukovoditeljem ustrojstvene jedinice i patologom može odlučiti da se obdukcija ne provodi, međutim obdukcija se mora obavezno provesti odnosno od obdukcije se ne može odustati:
- ako se radi o neprirodnoj smrti ili smrti nepoznatog uzroka,
- ako smrt nastupi tijekom dijagnostičkog ili terapijskog zahvata
- ako smrt nastupi u roku od 24 sata od prijema osobe u zdravstvenu ustanovu,
- ako je osoba sudjelovala u kliničkom ispitivanju lijeka ili medicinskoga proizvoda, odnosno drugom znanstvenom ispitivanju u zdravstvenoj ustanovi,
- u slučaju smrti osobe čiji se dijelovi tijela mogu uzimati radi presađivanja u svrhu liječenja sukladno posebnome zakonu.

Pri sumnji na neprirodnu, nasilnu smrt ili u slučajevima kada smrt nastaje kao posljedica oštećenja zdravlja koje je uzrokovano kaznenim djelom provodi se sudskomedicinska obdukcija. Sudskomedicinsku obdukciju izvodi specijalist sudske medicine, a provodi se na Zavodu za sudsku medicinu.

### Tijek obdukcije
Obdukcija započinje vanjskim pregledom leša i utvrđivanjem znakova smrti, a nastavlja se pregledom organa i organskih sustava počevši s organima prsne šupljine.
Nakon što se na odjelu ili u ustanovi gdje je bolesnik liječen utvrdi bolesnikova smrt pokojnik se nakon dva sata od utvrđivanja smrti otprema na patologiju. Uz pokojnika na se na patologiju šalje i uputnica za obdukciju koja mora sadržavati podatke o tijeku bolesti, kliničke i laboratorijske nalaze te sve bitne podatke o terapijskim postupcima kojima je pokojnik bio podvrgnut tijekom boravka u bolnici. Nakon primitka na patologiju pokojnik se smješta u mrtvačnicu, a s obdukcijom u pravilu ne započinje prije negoli prođe šest sati od utvrđivanja smrti.
Obdukciju izvodi liječnik specijalist-patolog uz asistenciju jednog ili više pomoćnika obducenta. Sama obdukcija se provodi u posebnoj prostoriji za obdukciju koji se naziva obdukcijska dvorana ili prosektura, a u koju se pokojnik smješta neposredno prije početka obdukcije. Prije nego započne obdukciju, patolog se mora upoznati s podacima o tijeku bolesti navedenim na uputnici za obdukciju, a ako postoje određene nejasnoće mora zatražiti dodatne podatke o pokojniku od liječnika koji ga je liječio.
Obdukcija započinje vanjskim pregledom leša i utvrđivanjem znakova smrti, a nastavlja se pregledom organa i organskih sustava počevši s organima prsne šupljine. Nakon organa prsne šupljine pregledavaju se vratni organi zatim organi trbušne šupljine i male zdjelice, a na kraju se pregledavaju mali i veliki mozak. Tijekom obdukcije uzimaju se uzorci tkiva za histološku pretragu, a prema potrebi mogu se uzeti i uzorci tkiva, sekreta, ekskreta, krvi i likvora za bakteriološke, biokemijske, toksikološke i molekularne pretrage. Obdukcija traje dva do tri sata i završava pranjem i oblačenjem pokojnika, nakon čega se pokojnik vraća u mrtvačnicu odakle se prevozi na pokop.

### Obdukcijski protokol
Nakon obdukcije sastavlja se pisani nalaz obdukcije - obdukcijski protokol (obdukcijski zapisnik) koji mora sadržavati sve bitne kliničke i laboratorijske podatke o umrlome te iscrpan zapisnik o nalazima obdukcije napisan prema uobičajenomu slijedu obdukcije, zatim nalaze histološke analize uzoraka tkiva uzetih prilikom sekcije te zbiran popis patoanatomskih i patohistoloških dijagnoza poredan prema patogenetskome slijedu uz posebno obilježenu osnovnu (glavnu) bolest i neposredni uzrok smrti. Po potrebi može sadržavati i epikrizu sastavljenu na osnovi kliničko-patološke korelacije. Tako sastavljen obdukcijski protokol najvažniji je sudskomedicinski dokument.